# كويزي وردي
كويزي وردي (الاسم العلمي: Cantharellus roseus) هو نوع من الفطريات يتبع جنس الكويزي من فصيلة الكويزية.